# Reitende Gebirgsmarine
Die reitende Gebirgsmarine, auch berittene Gebirgsmarine genannt, ist eine imaginäre militärische Formation. Diese Formation würde aus den zwei Waffengattungen Kavallerie (Reiterei) und Gebirgsjäger der Teilstreitkraft Heer sowie der Teilstreitkraft Marine bestehen. Diese Kombination ist grundsätzlich unsinnig und es hat sie militärgeschichtlich nie gegeben. Es handelt sich um ein Oxymoron.

## Beschreibung

Postkarte von 1907

Die Herkunft des Begriffes, der wohl gegen Ende des 19. Jahrhunderts entstand, ist unklar. Zu Anfang des 20. Jahrhunderts waren kolorierte Postkarten mit Motiven der „reitenden Gebirgsmarine“ populär. Häufig waren die Karten mit „Gruß von der Musterung“ versehen.
Der Begriff wird heutzutage beispielsweise im Karneval oder als despektierliche bzw. kritische Bezeichnung einer Streitkraft bzw. ihrer Teile gebraucht. Ebenso wird sie zur Kritik an vermeintlich unsinnig oder unnötig erachteten Vorhaben verwendet. So sagte beispielsweise Hubert Aiwanger zu den Plänen des bayerischen Ministerpräsidenten Markus Söder zum bayerischen Raumfahrtprogramm Bavaria One: „Mir fehlt noch die berittene Gebirgsmarine.“
Der Begriff berittene Gebirgsmarine zu Fuß bezeichnet in der Soldatensprache eine zusammengewürfelte Truppe Soldaten, aus der eine neue militärische Einheit gebildet wird.
Vor der Schlacht um Narvik 1940 im Zweiten Weltkrieg wurden zunächst 2000 deutsche Gebirgsjäger auf Zerstörern eingeschifft. Nachdem die Schiffe letztendlich von Briten in Küstennähe versenkt worden waren, bildeten schiffbrüchige deutsche Seeleute eine improvisierte Marineinfanterieeinheit, die im gebirgigen Gelände um Narvik mit Verteidigungsoperationen die Gebirgsjäger unterstützte. Diese Einheit nannte sich selbst „Gebirgsmarine“.